# Проміжок (математика)
Числови́й промі́жок — у математичному аналізі, множина (сукупність) дійсних чисел, що містяться між двома числами (точками на осі координат) або невласними числами.
Проміжок може включати або не включати кінці проміжку. Цим проміжок відрізняється від інтервалу в класичному розумінні — тобто, відкритого проміжку, в який не включено його кінці. Проте терміни «проміжок» та «інтервал» нерідко використовують як синоніми, особливо в перекладах з англомовної літератури, бо під терміном "interval" англійською розуміється проміжок.

## Верхня та нижня границі (межі) проміжку
Кінці проміжку, більший та менший, звуть відповідно верхньою та нижньою границями (межами) проміжку.

## Позначення
Як {\displaystyle (a,b)} позначається інтервал (відкритий проміжок), тобто проміжок між дійсними числами {\displaystyle a} і {\displaystyle b}, не включаючи кінців цього проміжку (тобто, сукупність таких дійсних чисел {\displaystyle x}, які відповідають нерівності {\displaystyle a<x<b}).
Тут круглі дужки біля обох кінців проміжку означають, що обидва кінці не включаються в проміжок. Коли кінець проміжку включений у проміжок, біля нього ставлять квадратну дужку, наприклад, {\displaystyle (a,b]} для сукупності таких дійсних чисел {\displaystyle x}, які відповідають нерівності {\displaystyle a<x\leq b}.
Проміжок, що включає всі дійсні числа, більші за {\displaystyle a}, позначається {\displaystyle (a,\infty )}. Проміжок, що включає всі числа, більші або рівні {\displaystyle a}, позначається {\displaystyle [a,\infty )}.
Проміжок, що включає всі дійсні числа, менші за {\displaystyle a}, позначається {\displaystyle (-\infty ,a)}. Проміжок, що включає всі числа, менші або рівні {\displaystyle a}, позначається {\displaystyle (-\infty ,a]}.
Проміжок, що включає всі дійсні числа, позначається {\displaystyle (-\infty ,\infty )}.

## Класифікація
Виділяють такі види проміжків:
- інтервал або відкритий проміжок: {\displaystyle (a,b)}
- відрізок, або сегмент, або закритий (замкнений) проміжок: {\displaystyle [a,b]};
- півінтервали (напівінтервали, напіввідкриті проміжки): {\displaystyle [a,b)}, {\displaystyle (a,b]}
- нескінченні проміжки: нескінченний інтервал, наприклад, {\displaystyle (-\infty ,0)}; нескінченний відрізок, наприклад, {\displaystyle [0,\infty )}
- всі дійсні числа, множина {\displaystyle \mathbb {R} } як проміжок {\displaystyle (-\infty ,\infty )}
- порожня множина {\displaystyle \varnothing } як проміжок, що не містить жодного числа — те саме, що {\displaystyle (a,a)}

## Типи проміжків у нотації теорії множин
У випадку множини дійсних чисел {\displaystyle \mathbb {R} } можна навести такі типи проміжків у нотації теорії множин:
- {\displaystyle (a,b)=\{x\,|\,a<x<b\}},
- {\displaystyle [a,b]=\{x\,|\,a\leq x\leq b\}},
- {\displaystyle [a,b)=\{x\,|\,a\,\leq x<b\}},
- {\displaystyle (a,b]=\{x\,|\,a<x\leq b\}},
- {\displaystyle (a,\infty )=\{x\,|\,x>a\}},
- {\displaystyle [a,\infty )=\{x\,|\,x\geq a\}},
- {\displaystyle (-\infty ,b)=\{x\,|\,x<b\}},
- {\displaystyle (-\infty ,b]=\{x\,|\,x\leq b\}},
- {\displaystyle (-\infty ,\infty )=\mathbb {R} }
- {\displaystyle [a,a]=\{a\}}
- {\displaystyle (a,a)=\varnothing }

У випадку розширеної множини дійсних чисел {\displaystyle \mathbb {R} ^{+}} додаються такі типи проміжків:
- {\displaystyle [-\infty ,b]=\{x\,|\,x\leq b\}\cup \{-\infty \}}
- {\displaystyle [-\infty ,b)=\{x\,|\,x<b\}\cup \{-\infty \}}
- {\displaystyle [a,\infty ]=\{x\,|\,x\geq a\}\cup \{\infty \}}
- {\displaystyle (a,\infty ]=\{x\,|\,x>a\}\cup \{\infty \}}
- {\displaystyle [-\infty ,\infty ]=\mathbb {R} ^{+}}

## Довжина проміжку
Довжина проміжку дорівнює різниці між його верхньою і нижньою межами, незалежно від того, чи включені до проміжку його кінці (оскільки міра множини з одного дійсного числа дорівнює нулю):
{\displaystyle \mu ((a,b))=\mu ([a,b])=\mu ([a,b))=\mu ((a,b])=b-a}